# Ascocotyle tenuicollis
Ascocotyle tenuicollis är en plattmaskart. Ascocotyle tenuicollis ingår i släktet Ascocotyle och familjen Heterophyidae. Inga underarter finns listade i Catalogue of Life.